# 世界新七大奇迹
世界新七大奇蹟（英語：New Seven Wonders of the World），是由瑞士的新七大奇迹协会（New 7 Wonders Foundation，N7W）所发起的票選活動。由于古代世界七大奇蹟中的六项早已不复存在，而且都集中在地中海地区，此票選意在取代原本舊的世界七大奇蹟，而建築必須為世界現存且建於西元2000年以前，才具備參與票選資格。投票方式是由網路及免費與付費電話投票决定，已登記會員可免費投票一次，如要再投票則需付款。投票於2007年7月6日截止，投票結果2007年7月7日則在当地时间9:30在葡萄牙里斯本揭晓。同時揭曉的還有葡萄牙七大奇蹟。

## 历史
根据NOWC的大事件表，瑞士商人伯纳德·韦伯在1999年9月启动了这个计划，到了2005年11月24日，77个项目被列入了考虑范围。列入标准是：建筑必须是人造的，2000年之前完成的，保护程度可以让人接受的。2006年1月1日，NOWC宣布列表已缩减到21个，之后，又回应埃及的指责，削减到20个，並將吉薩金字塔歸為「榮譽奇蹟」。

## 新七大奇蹟
| 名稱             | 位於           | 圖像 |
| ---------------- | -------------- | ---- |
| 羅馬競技場       | 羅馬           |      |
| 万里長城         | 中華人民共和國 |      |
| 佩特拉           | 約旦           |      |
| 里約熱內盧基督像 | 巴西           |      |
| 馬丘比丘         | 秘魯           |      |
| 契琴伊薩         | 墨西哥         |      |
| 泰姬瑪哈陵       | 印度           |      |

## 所有评比项目
最初選出之七十七個景點為：
亞洲：
- 柬埔寨，吳哥窟
- 中國，萬里長城
- 中國北京，紫禁城
- 中國拉薩，布達拉宮
- 中國西安，兵馬俑
- 印度阿格拉，泰姬陵
- 印度，布里哈迪希瓦拉神庙
- 印度，阿鲁那恰勒斯瓦寺（英语：Annamalaiyar Temple）
- 印度，巴霍巴利雕像
- 印度，千柱之廟
- 印度阿姆利則，金廟
- 印度馬杜賴，密納克西神廟
- 印度新德里，蓮花寺
- 印度泰米爾納杜邦，馬哈巴利普拉姆（英语：Group of Monuments at Mahabalipuram）
- 日本京都，清水寺
- 約旦，佩特拉古城
- 馬來西亞吉隆坡，雙峰塔
- 斯里蘭卡，锡吉里耶
- 泰國曼谷，法身寺
- 阿聯酋，帆船酒店
- 也門，薩那古城

歐洲：
- 俄羅斯莫斯科，克里姆林宮、華西里·柏拉仁諾教堂及紅場
- 捷克布拉格，布拉格城堡
- 捷克布拉格，查理大橋
- 法國，凡爾賽宮
- 法國，聖米歇爾山
- 法國巴黎，艾菲爾鐵塔
- 希臘雅典，衛城
- 希臘雅典，帕那辛納克體育場
- 德國，阿亨大教堂
- 德國，格尔奇河谷高架桥
- 德國，科隆大教堂
- 德國德雷斯頓，聖母教堂
- 德國菲森，新天鵝堡
- 德國慕尼黑，奧運體育場及奧運公園
- 匈牙利布達佩斯，匈牙利议会大厦
- 愛爾蘭米斯郡，紐格萊奇墓
- 意大利比薩，比薩斜塔
- 意大利羅馬，羅馬競技場
- 意大利羅馬，聖彼得教堂
- 意大利羅馬，西絲汀教堂
- 意大利威尼斯，总督宫
- 西班牙，圣地亚哥-德孔波斯特拉主教座堂
- 西班牙巴塞羅那，聖家堂
- 西班牙畢爾巴鄂，畢爾巴鄂古根漢美術館
- 西班牙科尔多瓦，科尔多瓦主教座堂
- 西班牙格拉納達，阿爾罕布拉宮
- 西班牙馬德里，马德里王宫
- 西班牙塞維亞，塞维利亚主教座堂
- 西班牙塞哥維亞，塞哥维亚输水道
- 瑞士盧塞恩，教堂橋
- 土耳其伊斯坦堡，聖索非亞大教堂
- 英國埃姆斯伯里，巨石陣
- 英國倫敦，倫敦塔
- 英國倫敦，大笨鐘
- 英國倫敦，格林威治天文台
- 英國倫敦，國會大樓
- 英國倫敦，聖保羅大教堂
- 英國倫敦，英國航空倫敦眼

非洲：
- 埃及，吉薩金字塔
- 埃及，帝王谷
- 埃及亞斯文，阿布辛貝神廟
- 馬里，廷巴克圖

美洲：
- 巴西里約熱內盧，基督像
- 加拿大，加拿大國家電視塔
- 智利復活節島，復活節島摩艾石像
- 墨西哥特奥蒂瓦坎，特奥蒂瓦坎金字塔
- 墨西哥尤卡坦半島，奇琴伊察金字塔
- 巴拿馬，巴拿馬運河
- 秘魯，馬丘比丘
- 秘魯，納斯卡巨畫
- 美國紐約，自由神像
- 美國紐約，帝國大廈
- 美國三藩市，金門大橋
- 美國南達科他州，總統山

大洋洲：
- 澳大利亞悉尼，悉尼歌劇院

在七十七個景點，再選出最後二十一个参加评比的项目按拉丁字母顺序列在下：
| 奇迹                                  | 性质               | 地点           | 图像 |
| ------------------------------------- | ------------------ | -------------- | --- |
| 雅典卫城                              | 文明、民主         | 希腊雅典       | The Acropolis of Athens, seen from the hill of the Pnyx to the west                                                                  |
| 阿尔罕布拉宫                          | 威嚴、國家間的溝通 | 西班牙格拉纳达 | View of the Alhambra from the Mirador St Nicolas in the Albaycin of Granada                                                          |
| 吴哥窟                                | 美麗、尊嚴         | 柬埔寨吴哥古迹 | The main entrance to the temple proper, seen from the eastern end of the Naga causeway                                               |
| 奇琴伊察                              | 崇拜、知识         | 墨西哥尤卡坦州 | El Castillo being climbed by tourists                                                                                                |
| 里约热内卢基督像                      | 迎接、坦诚         | 巴西里約熱內盧 | Christ the Redeemer in Rio de Janeiro                                                                                                |
| 罗马竞技场                            | 喜悦、痛苦         | 義大利羅馬     | The Colosseum at dusk: exterior view of the best-preserved section                                                                   |
| 摩艾石像                              | 神秘、驚畏         | 智利復活節島   | Rano Raraku Moai |
| 艾菲尔铁塔                            | 科技的挑戰、进步   | 法國巴黎       | Tour eiffel at sunrise from the trocadero                                                                                            |
| 万里长城                              | 堅忍不拔           | 中國           | The Great Wall in the winter |
| 圣索非亚大教堂                        | 信赖、尊重         | 土耳其伊斯坦堡 | Sophia |
| 清水寺                                | 明靜、安詳         | 日本京都       | Kiyomizu-dera |
| 克里姆林宫、红场和华西里·柏拉仁诺教堂 | 不屈不朽、象徵主義 | 俄羅斯莫斯科   | The Moscow Kremlin, as seen from the Balchug · Saint Basil's Cathedral and Spasskaya Tower of Moscow Kremlin at Red Square in Moscow |
| 馬丘比丘                              | 一致、奉獻         | 祕魯           | View of Machu Picchu |
| 新天鵝堡                              | 夢想、創造力       | 德國富森       | Neuschwanstein seen from the Marienbrücke                                                                                            |
| 佩特拉                                | 工藝、保持         | 约旦           | The Treasury at Petra |
| 吉萨金字塔                            | 不朽、永恆         | 埃及           | Pyramide Kheops |
| 自由女神像                            | 寬大、信賴         | 美國紐約       | Statue of Liberty and Liberty Island                                                                                                 |
| 巨石阵                                | 策劃、耐力         | 英國埃姆斯伯里 | Stonehenge in 2004 |
| 悉尼歌剧院                            | 抽像、創造力       | 澳大利亞悉尼   | Internationally, the Sydney Opera House is the most recognised symbol of Sydney                                                      |
| 泰姬瑪哈陵                            | 熱戀、愛慕         | 印度阿格拉     | Taj Mahal |
| 廷巴克图                              | 智慧、神秘         | 馬利           | Sankore Mosque in Timbuktu |

## 爭議
因為新七大奇蹟的評選完全依靠網民投票，虽然前后共有1亿左右的投票量，但仍然不能反映非网友的评价。此外整个评选过程被认为充斥着“商业味”，批评者的理由是：透過网上投票，每台電腦只能投一票，而透過購買纪念品等方法不限制投票数量，而且其揭曉儀式的入場券收入也是重要資金來源。
埃及的評論把這次評選，視作挑戰吉薩金字塔作為唯一保存下来的古代世界七大奇迹的地位。評論員Al-Sayed al-Naggar在一份主要的國有报章的社論寫道：「這很可能是針對埃及的陰謀，打擊它的文化和古蹟。」埃及文化部長Farouq Hosni批評這項活動「荒唐」，又指發起人韋伯「最關心的是自我宣傳」。埃及研究世界遺產專家Nagib Amin指出：「這項投票除了有商業味，更是沒有科學根據。」
受埃及指責後，基金會授予吉薩金字塔特殊地位，從候選名单中去除。網站的通知表示：「新七大奇蹟基金會將吉薩金字塔，就是唯一尚存的古代世界奇蹟，指定为新七大奇蹟的榮譽候選項目，並從候選名單中去除。」
聯合國教科文組織發表聲明，與新七奇蹟劃清界線，指投票結果與世界遺產完全無關，僅是反映投票網友的意見，對古蹟維護和保存並沒有實際意義。在一份2007年6月20日的新聞稿中，再次證實它和這項評選沒有任何關連。新聞稿的其中一段說：「韋伯先生的媒體宣傳活動，與聯合國教科文組織藉由編錄世界遺產列表進行的科學和教育工作，完全沒有相似點。世界新七大奇跡名單，是一項私人活動的結果，只反映能連上網絡的人的意見，而不是整個世界的意見。這次活動的開展，不能以任何顯著和持續的方式，協助維護公眾選出的古跡。」
教廷亦不滿名單上沒有原基督宗教盛行地歐洲的基督教古蹟（雖然聖蘇菲亞大教堂原來是教堂建築，但在1453年以後被改為清真寺，而基督教的祈禱儀式在那裡是被禁止的，而里約熱內盧基督像位於南美洲）
在新七大奇蹟公佈後，有很多人慶祝，但也有不少人感到憤怒，認為其國家的重要古跡遭不公平評選貶低了。一名知名的美籍柬埔寨作家Oudam Em，對柬埔寨傳奇建築吳哥窟的落選感到強烈不滿，他表示吳哥窟「無論比規模，比輝煌，比建築的精密，都明顯地把很多選上的遺跡遠遠比下去。」他續說：「世上如果真的有第八大奇蹟，卻不是吳哥窟的話，那就只因為這壯麗的古蹟沒有獲選上七大奇蹟。」
復活節島摩艾石像的智利代表Alberto Hotus稱，主辦者韋伯致信表示，摩艾石像總得票排第八位，論「良心」是列在新七大奇蹟的。Hotus說他是唯一接到主辦單位道歉的參與代表。